# موسیقی موج نو
موج نو (به انگلیسی: New Wave) زیر سبکی از موسیقی راک است که در سال‌های پایانی دههٔ ۱۹۷۰ و دههٔ ۱۹۸۰ محبوب شد و تا سال های نخست دههٔ ۱۹۹۰ محبوب ماند. این سبک موسیقی در مقابل زیر سبک دیگر موسیقی راک پانک راک، به وجود آمد. موج نو تأثیرپذیرفته از عوامل مختلفی مانند استایل‌های راک اند رول دورهٔ پیش-هیپی، اسکا، رگی، پاور پاپ، موسیقی الکترونیک، دیسکو، فانک و … بود.